# Parque Nacional de Hat Noppharat Thara-Mu Ko Phi Phi
O Parque Nacional de Hat Noppharat Thara-Mu Ko Phi Phi é uma área protegida da Tailândia, situa-se no mueang (subdivisão administrativa) de Krabi da província de Krabi, no sul da Tailândia. É um parque nacional marinho de categoria II da IUCN, criado em 1983, que constitui uma área protegida de recifes de coral com 387,9 km².
Entre outubro de 2015 e maio de 2016, o parque foi visitado por 1,17 milhões de turistas, 77% deles estrangeiros. Essas visitas geraram 361,9 milhões de bates (cerca de 9 milhões de euros ou 35,9 milhões de reais ao câmbio de então).

## Descrição
As áreas costeiras do parque caracterizam-se pelas suas colinas de calcário com escarpas quase verticais, a mais alta (Khao Hang Nak) com 498 metros acima do nível do mar. As escrapas deste tipo mais famosas no parque são as das ilhas Phi Phi. Há várias praias, quer de areia, quer de lama ou rochosas. Algumas das praias mais conhecidas são Lo Bakao, Lo Dalam, Ton Sai, Thap Khaek, Khlong Haeng (Noppharat Thara), Ao Nang, Phai Plong e Tham Phra Nang.
Principais atrações do parque:
- Plataforma fóssil — formada por fósseis de conchas de água doce, é um dos três locais do mundo do seu tipo e estima-se que tenha entre 20 e 40 milhões de anos.
- Hat Noppharat Thara — uma praia muito pitoresca, famosa pela abundância de gastrópodes Laevistrombus canarium e por ter sido o local de rodagem de vários filmes.
- Ao  Nang — uma praia com vistas deslumbrantes para as escarpas em forma de torre e pela proximidade da grande caverna de Tham  Phra Nang.
- Mu Ko Poda — um pequeno arquipélago onde há lindas praias de água cristalina.
- Mu  Ko  Phi  Phi — arquipélago de seis ilhas composto, além das mais famosas Phi  Phi  Le e Phi  Phi  Don, Bida  Nok,  Bida  Nai,  Yung  e  Mai  Phai. Muitas destas ilhas têm praias de areai em forma de crescente.
  - Ko Mai Phai — é uma pequena ilha famosa pela sua praia de areia e pelos seus corais coloridos.
  - Ko Yung — destaca-se pelos seus corais em excelentes condições.
  - Phi Phi Le — toda a ilha é composta por escarpas que escondem belas praias, como Ao Pi Le, Ao Maya, Ao Lo Sama e a "Caverna Viking". Nesta caverna há pinturas antigas com representações de navios, caçadores e algumas figuras humanas.

## Clima
O clima do parque é muito influenciado pelos ventos de monção tropicais, que originam duas estações: uma chuvosa entre maio e dezembro e outra quente e mais seca entre janeiro e abril. As temperaturas médias oscielam entre 17 e 37 °C e a precipitação média anual é 2 231 mm, atigindo o máximo em julho e o mínimo em fevereiro.